# Клептоманія
Клептоманія (грец. κλέπτο, латиніз. klepto — краду та грец. μανια, латиніз. mania — безумство, захопленість, пристрасть) — патологічне сильне бажання вкрасти що-небудь, що зазвичай не супроводжується потребою мати вкрадений предмет (предмети). У Міжнародній класифікації хвороб (10-й перегляд, МКХ-10) у розділі: розлади звичок і потягів клептоманія (патологічне злодійство) отримала код — F63.2.

## Опис
Крадіжка у клептоманів, не спосіб вирішувати свої психологічні проблеми і не спосіб збагачення за рахунок інших. Для клептомана важливий сам акт крадіжки, який є агентом емоційної залежності та спосіб зняти дискомфорт і внутрішнє напруження. Для клептомана важливе саме злодійство, яке супроводжує особливий психо-емоційний комплекс. Вкрадені речі їм не потрібні. Вони їх просто складають. Справжні хворобливі причини заховані глибоко у підсвідомості, звичайно формуються ще в ранньому дитинстві.
Не слід плутати клептоманію зі звичайною крадіжкою. Клептоманія — це патологічна одержимість здійснювати крадіжки, яка виникає імпульсивно, як напад. А злодійство — дія продумана, спрямована на неправомірне одержання матеріальних цінностей, для декого це єдиний спосіб заробітку. Клептоманічна крадіжка, зазвичай, не переслідує матеріальної вигоди: вкрадений предмет клептоману абсолютно не потрібний. Але порив стягнути — нездоланний, причому при завершенні акту крадіжки клептоман відчуває задоволення, яке можна порівняти із задоволенням наркомана, який отримав дозу наркотику. Потім уже, у стані фрустрації він може згорати від сорому або мучитися від почуття провини, але в ті долі секунди, поки триває момент крадіжки, людина, схильна до клептоманії, на вершині блаженства, на піку гострих відчуттів. Клептоману цікавий процес, а не результат крадіжки.
Науковці кілька разів намагалися провести дослідження з питання клептоманії, але поки переконливої, повноцінної клінічної картини скласти не вдалося. Серйозні наукові роботи не виходили через те, що неможливо зібрати «матеріал для вивчення»: потенційні учасники не вірять, що все буде проводитися строго конфіденційно, а отримані дані не будуть передані до суду.

## Діагностика
Для діагностики клептоманії використовуються декілька критеріїв:
- невдала спроба, яка повторюється час від часу, чинити опір пориву вкрасти що-небудь, у чому не потребуєш особисто або що не представляє грошової цінності;
- напруга або стан передчуття радості, що посилюється безпосередньо перед крадіжкою;
- почуття задоволення і полегшення під час і одразу після крадіжки;
- крадіжка не відбувається з почуття помсти, гніву або в стані роздратування;
- той, хто здійснює крадіжки не є хворим на шизофренію;
- клептоманічна крадіжка відбувається без асистента: тут неможливий факт спільної співпраці.

За версією МКХ-10 для діагностики клептоманії є декілька критеріїв:
- Одержимі клептоманією зазвичай описують, що підвищується почуття напруги перед актом крадіжки.
- Почуття задоволення під час акту крадіжки або відразу після нього.
- Зазвичай клептоманом робляться слабкі спроби приховати крадіжку, але для цього використовуються не всі можливості.
- Крадіжка здійснюється самостійно, без спільників.
- Між епізодами крадіжки з магазину або інших місць клептоман може відчувати тривогу, смуток і почуття провини, але це не попереджає повторення акту крадіжки.

Випадки, які відповідають тільки цьому опису, а не вторинні по відношенню до нижче перерахованих розладів, є рідкісними.
Патологічне злодійство треба відрізняти від:
- крадіжок, які повторюються у магазинах без будь-якого психічного розладу, коли ці вчинки більш ретельно сплановані і є чітка мотивація, пов'язана з особистою вигодою.
- органічного психічного розладу, коли хворий періодично не платить за товари через погану пам'ять та інтелектуальне зниження.
- депресивного розладу з крадіжками, деякі депресивні хворі скоюють крадіжки і можуть здійснювати їх неодноразово поки зберігається депресивний розлад.

Навіть найпалкіші клептомани не «ходять на справу» кожен день: дуже велике навантаження на психіку. Швидше за все, вони знаходять якісь шляхи компенсації. Західні науковці вважають, що, вкравши, клептоман якийсь час живе на цьому «кайфі», як наркоман на «дозі». За тривалістю такої ремісії розрізняють три варіанти:
- рідкісні, поодинокі крадіжки перемежовуються з тривалими періодами ремісії;
- тривалі періоди крадіжки з періодами ремісії;
- хронічна клептоманія з деякими ступенями нестійкості.

У журналістів слово «клептоманія» дуже часто використовується в кримінальних репортажах світської хроніки бульварних журналів і жовтої преси про життя знаменитостей. Насправді, випадки клептоманії, як поведінкової залежності, дуже рідкісні. До судових психіатрів-експертів у полі зору за кілька десятків років можуть потрапити стільки випадків, що їх можна перерахувати по пальцях однієї руки. Вони відразу ж починають писати наукові статті, а для того щоб написати дисертацію і досконало вивчити хоча б десяток достовірних випадків клептоманії необхідно хоча б 40-50 років безперервного стажу судового експерта.

## Клептоманія в літературі
Еміль Золя психологічно дуже точно описав почуття людини, охопленої пристрастю клептоманії у своєму творі «Дамське щастя». У романі «Колеса» Артур Хейлі також майстерно розкрив психологізм цієї поведінкової залежності.
Можна припустити, що насправді клептоманів більше. Не всі клептомани можуть бути схоплені на місці злочину, не всі потрапляють на експертизу і в руки правосуддя. Західна статистика говорить, що клептоманами є приблизно 5 % магазинних злодіїв. Із загальної популяції клептоманією страждають приблизно 0,05 % людей, тобто це явище вкрай рідкісне. Решта:
- 20 % невмотивовані крадіжки (пов'язані з прихованими мотивами поведінки, внутрішніми психологічними конфліктами, депресіями). До прихованих мотивів можна додати ті випадки, коли тінейджери крадуть щоб самоствердитися, пройти ритуал «посвячення у доросле життя», а також з почуття юнацького опору або бажання полихачити перед своєю компанією
- 5 % випадків крадіжок скоюють люди, що перебувають у стані відчаю;
- 70 % від всіх крадіжок скоюють звичайні злодії з метою привласнення чужого майна.

Західна статистика стверджує (за матеріалами канадських досліджень), що більшість клептоманів — це жінки, їхній середній вік 36 років, звичний «стаж» захворювання — близько 16 років.

## Психопатологія клептоманії
Поведінкова залежність, в основу якої вплітаються вольові порушення, пов'язані з порушеннями звички, потягу. У психопатологічні нейронні зв'язки залучені емоційно-вольові зони пов'язані з почуттям страху, азарту, жадібності, почуттям провини, сорому. Іноді в нейронні зв'язки залучаються зони так чи інакше пов'язані із сексуальним почуттям. Стереотип поведінки закріплюється ще в ранньому дитинстві.
З роками нейронні мережі, які живлять цей комплекс розростаються і сам психопатологічний комплекс поглиблюється, захоплюючи ядро особистості. Періодично напруга, яка накопичується в нейронних зв'язках, включає стереотип моделі поведінки, який супроводжується сильним потягом і вимагає психо-емоційної розрядки.

## Порівняльний аналіз клептоманії та інших залежностей
Можна назвати ряд розладів потягу близьких за психопатологічної моделі до клептоманії:
- Прагнення до бродяжництва (дромоманія, поріоманія, вагобандаж);
- Піроманія (коли людина отримує задоволення від виду вогню і здійснює підпали);
- Булімія (пристрасть до обжерливості), анорексія (відмова від їжі — зворотний варіант);
- Сексуальні «зрушення»;
- Лудоманія (ігроманія, залежність від азартних ігор).

Клептоманія найближче до останньої залежності. Те ж саме прагнення отримати особливе задоволення від ризику, від лоскотання нервів у своєрідній грі: поліцейські і злодії. У ролі поліцейських можуть бути батьки, співробітники або службовці магазину, де відбувається крадіжка. Це породжує гостре відчуття, що тебе можуть в будь-який момент схопити, але поки ще не схопили.
Якщо порівнювати інстинкт внутрішнього спонукання клептоманії і лудоманії (залежність до азартних ігор), то виявляються спільні корені, їх живить інстинкт самозбереження. Відомо, що крайня форма порушення інстинкту самозбереження — суіцидоманія, яка в більш легких варіантах відома як прагнення до задоволення, пов'язаного з ризиком для життя. Цим відрізняються каскадери, рокери, любителі екстремальних видів спорту. Людина постійно знаходиться на межі і балансує на ній між життям і смертю і отримує від цього задоволення.
Клептоманія — приблизно те ж саме, тільки ступінь ризику значно менше, приблизно п'ятдесят на п'ятдесят. Залежність до екстремальних видів спорту (адреналіноманія): у мотоцикліста (байкера) або сноубордиста — пряма загроза життю, а у клептомана — непряма: загроза втратити соціальну свободу, загроза викриття та ганьби, загроза доброчесному іміджу.

## Психологічний портрет клептомана
Клептоман після короткочасної ейфорії відчуває фрустрацію, докори сумління, оскільки зазвичай він є людиною, далекою від криміналу.
Клептоманів, як правило, відрізняє низька самооцінка, почуття самотності і підсвідоме бажання відплати за те, що вони такі погані.
Коли в житті виникають різні труднощі, злість на якусь значущу людину або серйозні втрати (роботи, сім'ї, коханої людини, перенесена операція), організм прагне якомога швидше компенсувати це. Лише деякі персони тікають від потрясіння за здоровою стежкою — йдуть в тренажерний зал або займаються бігом підтюпцем. А в основному ж одні утішаються пияцтвом, інші непомірною їжею, треті з головою поринають в роботу. Людина, що знаходиться в стані найглибшого стресу, також може побалувати себе десертом, здійснити в магазині велику покупку або вкрасти, як це роблять неправильні, нетипові злодії (клептомани).
Поза клептоманічного акту і поза станом фрустрації, люди, які страждають клептоманією — етичні, законослухняні громадяни. І психіатри зазвичай наполягають на тому, щоб правосуддя не обходилося з ними дуже суворо. Проблеми осудності вирішуються індивідуально. Зазвичай клептоман пам'ятає момент крадіжки, причому з усіма подробицями.
Клептоманія, як саморуйнуюча форма поведінки небезпечна насамперед для самої людини, яка страждає цією залежністю. Людина періодично перебуває у стані сильного стресу. Крім того, клептомани страждають депресивними станами, тому що знають свою схильність, соромляться її, в результаті утворюється важкий комплекс провини, а так як вони і постійно бояться покарання за скоєні крадіжки, у них періодично можуть виникати нав'язливі страхи і розлади сну. До того ж тяжким душевним тягарем лягає постійна роздвоєність особистості. Це теж створює затяжний внутрішній конфлікт, про який він не може ні з ким поговорити.